# كايل هوتون
كايل هوتون (بالإنجليزية: Kyle Hutton)‏ (5 فبراير 1991 بغلاسكو في المملكة المتحدة - ) هو لاعب كرة قدم بريطاني في مركز الوسط. شارك مع منتخب اسكتلندا تحت 19 سنة لكرة القدم ومنتخب اسكتلندا تحت 21 سنة لكرة القدم. أما مع النوادي، فقد لعب مع دونفرملين أثلتيك وكوين أوف ساوث ونادي رينجرز ونادي بارتيك ثيسل.

## وصلات خارجية
- كايل هوتون على موقع الاتحاد الأوربي (الإنجليزية)
- كايل هوتون على موقع الاتحاد الإسكتلندي (الإنجليزية)
- كايل هوتون على موقع قاعدة بيانات كرة القدم.إي يو (الإنجليزية)
- كايل هوتون على موقع Soccerbase.com (لاعب) (الإنجليزية)
- كايل هوتون على موقع Soccerway.com (الإنجليزية)
- كايل هوتون على موقع عالم كرة القدم.نت (الإنجليزية)